# والنتینی گراماتیکوپولو
والنتینی گراماتیکوپولو (یونانی: Βαλεντίνη Γραμματικοπούλου ; متولد 9 فوریه 1997) یک تنیس باز یونانی است. در 22 اوت 2022، او به بهترین رنکینگ تک نفره خود در رتبه 143 جهان رسید. در 28 فوریه 2022، او در رده‌بندی دونفره WTA در رتبه 118 قرار گرفت. او یک عنوان انفرادی و یک دوضرب در تور چلنجر WTA و علاوه بر آن 15 عنوان انفرادی و 28 عنوان دونفره در پیست زنان آی تی اف کسب کرده‌است. گراماتیکوپولو که برای تیم جام فدرال یونان بازی می‌کند، رکورد برد- باخت 23–10 در رقابت‌های فدرال کاپ (از اوت 2023) دارد.
در اوت ۲۰۲۲، او با شکست دادن لوسیا برونزتی در فینال، در ست‌های مستقیم، بزرگ‌ترین عنوان خود را در مسابقات WTA 125 Vancouver Open به دست آورد.